# Guido Alvarenga
Guido Virgilio Alvarenga Torales (Asunción, 24 de agosto de 1970) es un exfutbolista paraguayo que desempeñaba en la posición de mediocampista.

## Comienzos
Comenzó en el club Sport Colombia. En 1991 ficharía por el Deportivo Mandiyú, donde sería durante varias temporadas el jugador más talentoso del club y su figura central. Tras la desaparición temporal de Mandiyú, fichó por el Club Atlético Banfield, donde permaneció dos años. Tras pasos fugaces por el fútbol peruano, la J-League y el fútbol mexicano, en 2003 fichó por Olimpia. En ese año, conquista la Recopa Sudamericana frente a San Lorenzo de Almagro de Argentina. Después, pasó al club Libertad y volvió a Olimpia en el 2005.

## Selección nacional
Fue internacional con la selección de fútbol de Paraguay en 25 ocasiones y marcó 3 goles. Debutó en la selección en 1995 y participó en dos ediciones de la Copa América, un Mundial de Fútbol y los Juegos Olímpicos de 1992.

### Goles en la selección
| Resultados | Resultados | Resultados | Resultados | Lugar      | Estadio                           | Fecha               | Tipo                             | Gol(es) |
| ---------- | ---------- | ---------- | ---------- | ---------- | --------------------------------- | ------------------- | -------------------------------- | ------- |
| Paraguay   | 1          | 0          | Uruguay    | Montevideo | Estadio Centenario                | 28 de marzo de 2001 | Eliminatorias Sudamericanas 2002 | 1 gol   |
| Paraguay   | 1          | 3          | Brasil     | Cali       | Estadio Olímpico Pascual Guerrero | 18 de julio de 2001 | Copa América 2001                | 1 gol   |
| Paraguay   | 1          | 0          | Perú       | Lima       | Estadio Monumental de Lima        | 30 de abril de 2003 | Amistoso                         | 1 gol   |

Para un total de 3 goles

### Participaciones en Copas del Mundo
| Mundial                        | Sede                  | Resultado    |
| ------------------------------ | --------------------- | ------------ |
| Copa Mundial de Fútbol de 2002 | Corea del Sur y Japón | 8.º de final |

### Participaciones en Copas América
| Copa              | Sede     | Resultado    |
| ----------------- | -------- | ------------ |
| Copa América 1991 | Chile    | Primera fase |
| Copa América 1999 | Paraguay | 4.º de final |
| Copa América 2001 | Colombia | Primera fase |

## Clubes
| Club                      | País      | Año       |
| ------------------------- | --------- | --------- |
| Sport Colombia            | Paraguay  | 1989-1991 |
| Deportivo Mandiyú         | Argentina | 1991-1995 |
| Club Atlético Banfield    | Argentina | 1995-1996 |
| Universitario de Deportes | Perú      | 1997      |
| Club Cerro Porteño        | Paraguay  | 1998-1999 |
| Kawasaki Frontale         | Japón     | 2000      |
| Club Cerro Porteño        | Paraguay  | 2001      |
| Club Leon                 | México    | 2002      |
| Club Olimpia              | Paraguay  | 2003-2005 |
| Club Libertad             | Paraguay  | 2006      |
| Sport Colombia            | Paraguay  | 2007-2008 |

## Palmarés
| Título                         | Club          | País     | Año  |
| ------------------------------ | ------------- | -------- | ---- |
| Torneo República               | Cerro Porteño | Paraguay | 1991 |
| Campeonato Paraguayo de Fútbol | Cerro Porteño | Paraguay | 2001 |
| Recopa Sudamericana            | Club Olimpia  | Paraguay | 2003 |